# Aristobia hispida
Aristobia hispida är en skalbaggsart som först beskrevs av Saunders 1853.  Aristobia hispida ingår i släktet Aristobia och familjen långhorningar.
Artens utbredningsområde är Taiwan. Inga underarter finns listade.